# Collina di Singuttara
La collina di Singuttara (in birmano သိင်္ဂုတ္တရကုန်းတော်) è una collina situata a Yangon, in Birmania, che si eleva per 51 m s.l.m.. Su di essa si trova la pagoda Shwedagon, la più importante del Paese. La collina è situata ad ovest del Lago Kandawgyi, anche conosciuto come Lago Reale, e dista circa 3 km dal centro di Yangon.

## Storia
Esiste una leggenda storica riguardo alla collina di Singuttara.
I due fratelli Tapussa e Bhallika, entrambi mercanti, circa 2 600 anni fa stavano viaggiando in India, quando incontrarono Gautama Buddha (detto Buddha storico) che diede loro otto ciocche dei suoi capelli, incaricandoli di seppellirle sulla stessa collina dov'erano situate le reliquie degli altri Buddha. Portati i capelli al re, egli li fece effettivamente seppellire accanto alle reliquie sulla collina di Singuttara, identificata come il luogo di cui parlava Gautama Buddha.